# Sava Arsici
Sava Arsici (Сава Арсић, Sava Arsić) (n. 1760, Arad – d. 1824), comerciant și arendaș sârb, a devenit la începutul secolului XIX căpitan orășenesc (primar) al orașului Arad, în epoca în care Banatul se afla în posesia dinastiei imperiale Habsurgice.
Ca primar, mai ales datorită meritelor deschiderii Preparandiei, Sava a fost înnobilat de Curtea Vieneză. A fost primar al Aradului între anii 1814-1818 și între anii 1821-1823, și director al Preparandiei.
În 1815 Sava Arsici, primarul Aradului, a decis să fie acordate, în folosință, fiecărui învățător, indiferent de confesiune, 8 iugăre de pământ.
Piatra funerară a lui Sava Arsici, fost primar al Aradului, este zidită în peretele bisericii sârbești din Arad.